# 杜姆亚特之劫 (853年)
对杜姆亚特的洗劫是拜占庭海军在853年5月22日至24日对尼罗河三角洲港口城市杜姆亚特的成功袭击。由于该城当时没有驻军，许多人被俘虏，大量用于克里特埃米尔国的武器和用品被缴获。拜占庭随后的几年中又发动了数次袭击，震动了阿拔斯当局，令其采取紧急措施，重整海岸并加强当地舰队，最终于突伦和法蒂玛时期复兴埃及海军。

## 背景
在九世纪二十年代，拜占庭帝国因遭受了两次巨大的损失而丧失了在地中海的海军霸权地位：穆斯林对西西里岛的征服，以及克里特岛落入安达卢西亚的流亡者。这些损失开启了一个时代：撒拉森海盗几乎可以随意地袭击地中海北岸。克里特埃米尔国的建立为了穆斯林船只提供了避风港——他们控制了西西里岛的一部分，甚至定居于意大利和亚得里亚海岸，并允许阿拉伯人袭击——这使得爱琴海门户洞开。一些拜占庭人企图在安达卢西亚人征服后夺回克里特，以并于842/43年发动大规模入侵，却因重大损失而以失败告终。

## 拜占庭远征杜姆亚特
853年，拜占庭政府尝试了一种新方法：不直接攻击克里特岛，而是试图切断来自埃及同该岛的供应线，埃及被亚历山大·瓦西里耶夫称为“克里特岛海盗的武库”。 阿拉伯历史学家塔巴里报告称，三支舰队，总计近300艘舰船，同时发动对东地中海穆斯林海军基地的袭击。其中两支舰队的准确目标未知，但第三支包括85艘舰船5000名士兵在被阿拉伯文献称为“伊本·卡图那”的指挥下，驶向埃及海岸。
现代学者对“伊本·卡图那”提出了不同解释，但没有任何确凿证据。基于其名称中辅音的相似性，亨利·格里高利提出了塞尔吉奥·尼克提阿特斯（他们可能于843年死亡）和君士坦丁·孔托米提斯两种解释。 在1952年的作品中，考虑到阿拉伯名称中将其以拜占庭式标题渲染为“皇家寝宫负责人”，他推断“伊本·卡图那”为陪寝官达米安。 之前，在1913年，叙利亚学者布鲁克斯认为该指挥官是将军佛忒诺斯。
埃及海军防御力量薄弱。埃及舰队自倭马亚时代起便逐步衰落。沿海沼泽地的驻防工作交由志愿军，且主要位于尼罗河沿岸而非地中海，并于8世纪后期被完全遗弃。拜占庭人利用这一点于811/12年及815年数次发动对埃及海岸的袭击。 拜占庭舰队于853年5月22日抵达杜姆亚特。城市驻军由于福斯塔特省省长安巴萨·伊本·伊斯哈格·达比组织的阿拉法节庆祝活动而未能有效御敌。杜姆亚特的居民逃离未设防的城市。掠夺持续了两天，拜占庭人将城市焚毁并带走了约六百名阿拉伯和科普特妇女以及大量用于支援克里特岛的武器和其他用品。 舰队随后向东航行，攻击乌什顿的要塞。在成功占领并烧毁许多攻城器械后返回。

## 影响
尽管被视为拜占庭军方所做的“最突出的军事行动之一”（克里斯蒂安），此次突袭却缺乏拜占庭方面的文献记载，这可能是因为此时大多数记录者对于迈克尔三世（842年-867年）的统治持敌对态度。因此，突袭仅有来自阿拉伯方面的描述。 拜占庭在854年再度洗劫了杜姆亚特。阿拉伯文献表明阿拔斯当局预计拜占庭舰队对埃及的另一次袭击可能发生于855年。859年，拜占庭舰队袭击了法拉马。 尽管取得了这些成功，爱琴海的撒拉森海盗仍有增无减，并于十世纪初对拜占庭帝国第二大城市塞萨洛尼基进行劫掠。直到961年，拜占庭人才重新征服了克里特岛，并由此控制了爱琴海。
据阿拉伯方面资料记载，埃及海军的脆弱性被长期忽视，总督安巴沙因此紧急加强埃及的海上防御力量。在袭击的九个月内，杜姆亚特与廷尼斯和亚历山大港的防御设施被重新加固。在罗赛塔，波洛罗斯，阿什孟，阿提那和纳斯塔拉瓦进行了各项工作，建造船只，并增添新船员。由于大多数海员从内地的科普特人和阿拉伯人中强行征募，安巴萨在当时的记录中声名狼藉。对他的控诉指向哈里发·穆塔瓦基尔。后来的阿拉伯文献，如马克利兹和科普特人证实，新舰队用于随后几年对拜占庭的袭击，虽然没有记录细节。 这场战役一般被认为标志着埃及海军的重建。突伦王朝时期（868年-905年），海军中登记的舰船已达100艘，并于随后的法蒂玛时期（969年-1171年）到达高峰。

## 註腳
1. ↑  Pryor & Jeffreys 2006，第46–49頁.
2. ↑  Whittow 1996，第151–152頁.
3. ↑  Bury 1912，第289–292頁.
4. ↑  Pryor & Jeffreys 2006，第46–47頁.
5. ↑  Christides 1981，第92頁.
6. ↑  Pryor & Jeffreys 2006，第47頁.
7. 1 2  Bury 1912，第292頁.
8. ↑  PmbZ，Ibn Qaṭūnā (#2651); Konstantinos Kontomytes (#3929/corr.); Sergios (#6664).
9. ↑  PmbZ，Ibn Qaṭūnā (#2651); Damianos (#1212).
10. ↑  PmbZ，Ibn Qaṭūnā (#2651); Photeinos (#6241).
11. ↑  Kubiak 1970，第44–50頁.
12. ↑  Bury 1912，第292–293頁.
13. 1 2  Bury 1912，第293頁.
14. ↑  Christides 1984，第164頁.
15. ↑  Kubiak 1970，第59頁.
16. ↑  Rémondon 1953，第248–250頁.
17. ↑  Christides 1981，第93–100頁.
18. ↑  Pryor & Jeffreys 2006，第61–64, 71, 72頁.
19. ↑  Levi della Vida 1944，第216–221頁.
20. ↑  Kubiak 1970，第55–59頁.
21. ↑  Christides 1984，第52ff.頁.
22. ↑  For the activities of the Egyptian fleets in the later 9th century, cf.